# East Grimstead
East Grimstead – wieś w Anglii, w hrabstwie Wiltshire. Leży 9 km na wschód od miasta Salisbury i 120 km na południowy zachód od Londynu.